# Escuela Politécnica Superior de Edificación de Barcelona
La Escuela Politécnica Superior de Edificación de Barcelona (cuyo acrónimo es EPSEB) es el centro de la Universidad Politécnica de Cataluña dedicado a la formación de profesionales del mundo de la edificación, la geomática y la topografía. 

## Servicios
La Escuela Politécnica Superior de Edificación de Barcelona tiene una larga tradición en la formación de profesionales del mundo de la edificación, desde su creación como Escuela separada de Arquitectura en 1954. Una buena prueba son los más de 20.000 titulados que han acabado sus estudios en este centro.
La Escuela está preparada para facilitar todo tipo de servicios a los diferentes colectivos usuarios de su ámbito: estudiantes y personal docente e investigador, y garantizar que el esfuerzo de enseñar y aprender se desarrolle en el mejor ambiente posible. Por eso, está organizada con servicios especializados como por ejemplo: la Biblioteca, Atención al Estudiante, Servicios informáticos, Bolsa de trabajo, y una serie de Laboratorios como el de Acústica y ahorro energético, el de Cartografía y Teledetección, el de Edificación y Edificación Sostenible, el de Física, el del Fuego, el de Fotogrametría, el de Gestión de Proyectos y Obras, el de Instalaciones, el de Materiales y control de calidad, el de Ergonomía, biomecánica y prevención, y los Talleres de Instrumentos topográficos y el de Patrimonio arquitectónico, así como el Fondo documental de patrimonio arquitectónico de Cataluña y el Taller Gaudí. En la EPSEB también hay servicios externos que proporcionan prestaciones de bar-restaurante.
Podrás adquirir una formación sólida, no sólo teórica, sino también práctica, mediante las prácticas remuneradas Archivado el 3 de febrero de 2017 en Wayback Machine. que ofrece su Bolsa de trabajo, en la que han participado más del 50% de sus estudiantes. Los trabajos final de carrera son otra oportunidad para que puedas hacer prácticas en empresas u obras. La experiencia internacional Archivado el 3 de febrero de 2017 en Wayback Machine. la conseguirás gracias a los múltiples convenios subscritos con universidades de Gran Bretaña, Francia, Italia, Suecia, Dinamarca y Polonia. La EPSEB también apoya al intercambio con universidades de América Latina, y tiene firmados convenios Sicue Séneca con las escuelas de estudios equivalentes del resto del Estado.
En la Escuela tendrás la oportunidad de desarrollar una activa y rica vida universitaria por medio de numerosas asociaciones lúdicas, deportivas y solidarias, como por ejemplo Club de Deportes, Delegación de Estudiantes, Geómetras sin Fronteras, Arquitectos Técnicos Sin Fronteras, Asociación cultural EPSEB, o el grupo de teatro La Coquera. Se hacen exposiciones, conferencias, concursos de proyectos de final de carrera, concursos de fotografía, de maquetas, fiesta de final de curso, sesiones de cine, salidas culturales, etc.

### Medalla de Oro al Mérito Cívico el EPSEB
La Escuela Politécnica Superior de Edificación de Barcelona (EPSEB) de la Universidad Politécnica de Cataluña · BarcelonaTech (UPC) recibió, el 13 de mayo de 2014 en el Saló de Cent del Ayuntamiento (plaza de Sant Jaume), la Medalla de Oro al Mérito Cívico, que otorga el Ayuntamiento de Barcelona. Con este galardón, que se entregó en un acto presidido por el alcalde, Xavier Trias, el consistorio reconoció la trayectoria de la Escuela que, a lo largo de más de 50 años, ha formado más de 20.000 profesionales que han contribuido a la mejora de las viviendas de la ciudad y también a la calidad de vida de sus habitantes. 
La Medalla de Oro al Mérito Cívico es la máxima distinción con la cual el Ayuntamiento pulsaba estos reconocimientos y ha sido otorgada al EPSEB según un acuerdo por unanimidad de todos los grupos con representación en el plenario del Consejo Municipal de 12 de diciembre de 2013.

## Estudios

### Estudios de Grado
- Grado en Arquitectura Técnica y Edificación
- Grado en Ingeniería en Geoinformación y Geomática

### Estudios de máster
- Máster Universitario en Construcción Avanzada en la Edificación
- Máster Universitario en Gestión de la Edificación
- Seguridad y Salud en el Trabajo: Prevención de Riesgos Laborales]

### Dobles titulaciones
- Doble Titulación Internacional con la VIA University College (VIA) de Dinamarca
- Grado en Arquitectura Técnica y Edificación (EPSEB) / Grado en Administración y Dirección de Empresas (EUNCET)